# ليون ج. لابورت
ليون ج. لابورت (بالإنجليزية: Leon J. LaPorte)‏ (ولد في 5 أكتوبر 1946 في بروفيدنس، رود آيلاند، الولايات المتحدة) فريق أول متقاعد من جيش الولايات المتحدة الذي عمل كقائد لفرقة الفرسان الأولى من 1995 حتى 1997 وقائد القوات الأمريكية في كوريا حتى عام 2006.
وفي أكتوبر 1990 كان رئيس الأركان فرقة الفرسان الأولى التي نشرت كجزء من عملية درع الصحراء وعملية عاصفة الصحراء.